# 木の子 (妖怪)
木の子（きのこ）は、近畿地方に伝わる妖怪。

## 概要
奈良県の吉野地方や兵庫県の山間部や森の中にいるとされる妖怪で、同じく山にいる妖怪である山童の一種。
外観は2,3歳から3,4歳ほどの子供のような姿で、木の葉で作った衣服、または青い色の衣服を着ている。人間がその姿を見るとまるで影のようで、いるかいないかはっきりしないという。
普段は群をなして遊んでいる。樵や山で仕事をしている人々にはその姿をたびたび見かけられており、彼らにとってはそれほど珍しくない存在という。しかし油断をしていると、弁当を盗まれるなどの悪戯をされてしまい、そんなときには棒を持って追い払うという。